# Mouradites
Les Mouradites (arabe : دولة مرادية) sont une dynastie beylicale qui règne sur la régence de Tunis de 1613 à 1702.

## Histoire
Cette dynastie est fondée par Mourad Bey, renégat d'origine corse nommé bey par Youssef Dey en 1613 et commandant de la colonne armée (mhalla) chargée de lever les impôts et de pacifier l'intérieur du pays. Il obtient par la suite le titre de pacha de Tunis de la part des autorités ottomanes. Lui succèdent Hammouda Pacha Bey, Mourad II Bey, Mohamed Bey El Mouradi, Romdhane Bey et enfin Mourad III Bey. Ces beys doivent partager le pouvoir avec la puissante milice turque des janissaires ayant à sa tête le dey qu'elle s'est choisi, même s'il n'est pas rare que les beys influencent en leur faveur les décisions du diwan.

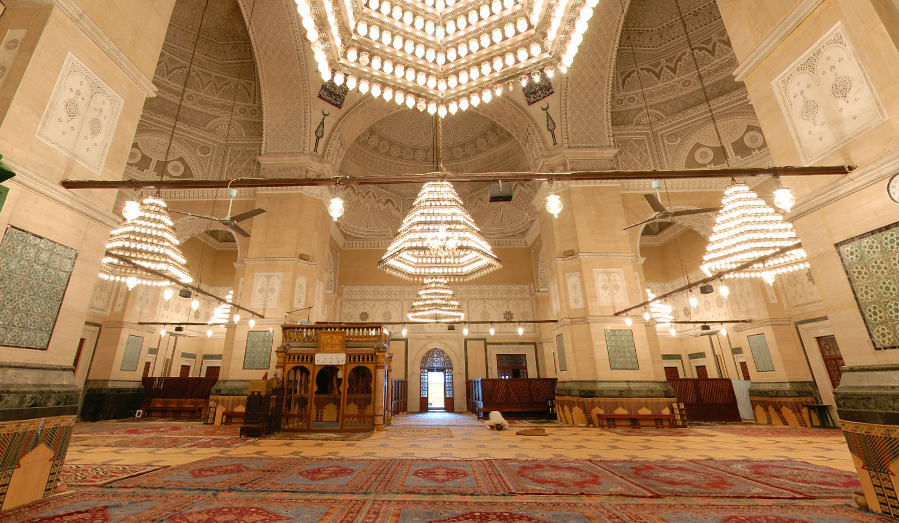
Une des réalisations architecturales de la dynastie mouradite : vue intérieure de la mosquée Sidi Mahrez à Tunis, bâtie à l'initiative de Mohamed Bey El Mouradi.

Dans la seconde moitié du XVIIe siècle éclate la « Révolutions de Tunis », guerre civile opposant entre eux les fils de Mourad II Bey. Elle est marquée notamment par l'intervention du dey d'Alger et de sa milice, par la révolte de tribus du nord-ouest du territoire et par la forte implication du dey de Tunis, qui récupère durant cette période les prérogatives que lui avaient enlevées Hammouda Pacha puis Mourad II.
Le règne des Mouradites se termine en 1702 par le coup d'État d'Ibrahim Cherif, agha de la milice turque. Il renverse Mourad III avec l'accord d'Istanbul et assassine tous les princes survivants de la dynastie, favorisant ainsi l'arrivée au pouvoir d'Hussein Ier Bey, premier représentant de la seconde dynastie beylicale tunisienne, les Husseinites.